# Julian Scherner
Julian Scherner (23 de setembro de 1895 - 28 de abril de 1945) foi um oficial nazista, que serviu em parte a Schutzstaffel (SS) como um SS-Oberführer. Scherner é mais conhecido pela sua carreira como líder da SS e da Polícia de Cracóvia.

## Carreira
Como comandante da SS e da polícia Cracóvia, supervisionou e foi responsável por todas as "evacuações", que ocorreram durante o seu comando, incluindo Aktion Krakau. Sua posição lhe oferecia uma grande influência sobre muitas áreas (seu título da SS e de Chefe da Polícia lhe foi conferido por altos membros do Partido Nazista), reportando diretamente a Himmler.
Ele compareceu perante um tribunal da SS em 16 de Outubro de 1944 e como resultado, foi rebaixado de SS-Oberführer a SS-Hauptsturmführer. Ele estava muito interessado, como Amon Göth, nos bens confiscados em Plaszow. Entretanto. sua posição de Allgemeine-SS não foi alterada.

## A Lista de Schindler
No filme A Lista de Schindler, Julian Scherner é interpretado pelo ator polones Andrzej Seweryn. No filme ele é retratado como um homem frio e calculista.

## Datas de Condecoração
- SS-Untersturmführer - 31 de Julho de 1933
- SS-Obersturmführer - 24 de Dezembro de 1933
- SS-Hauptsturmführer - 1 de Março de 1934
- SS-Sturmbannführer - 12 de Agosto de 1934
- SS-Obersturmbannführer - 1 de Janeiro de 1935
- SS-Standartenführer - 30 de Janeiro de 1936
- SS-Oberführer - 12 de Setembro de 1937

A carreira de Scherner estagnou(ocupou o posto de Oberführer por quase oito anos) enquanto muitos dos seus subalternos da SS passaram para as fileiras de SS-Generais. Os historiadores afirmam que essa estagnação ocorreu porque Schrener fez inimigos na liderança da SS e, assim, ele nunca era recomendado à uma promoção. (Fonte: Mark Yerger)

## Condecorações
- Cruz de Ferro de Segunda Classe
- Anel de Honra da SS
- Cruz de Primeira Classe de Mérito e Guerra com espadas
- Cruz de Segunda Classe de Mérito e Guerra com espadas
- Cruz de Honra
- Badge de Feridos em Preto
- Espada de Honra Reichsführer SS
- Coburg Badge
- Ordem de Sangue